# Homo religiosus
Homo religiosus (în traducere română om religios) este un termen care definește omul ca o ființă religioasă, care acceptă existența unei realități sacre, supranaturale, dincolo de hotarele acestei lumi. În această concepție, religia este considerată o trăsătură naturală a oamenilor. 
Autorul expresiei „homo religiosus” a fost istoricul și filozoful neerlandez Gerardus van der Leeuw (1890-1950), care în lucrarea Phänomenologie der Religion (1933) l-a opus termenului „homo negligens”: „Putem înțelege, prin urmare, definiția realizată de juristul Masurio Sabino: «religiosus est, quod propter sanctitatem aliquam remotum ac sepistum a nobis est». Iată exact în ceea ce constă sacrul. Folosiți-l întotdeauna: acesta este elementul principal al relației dintre om și supranatural. Etimologia cea mai veridică derivă cuvântul religio din relegere, ce înseamnă a observa, a fi atent; homo religiosus este opusul lui homo negligens.”
Potrivit lui Mircea Eliade, omul religios „crede întotdeauna în existența unei realități absolute, sacrul, care transcende această lume, dar care se manifestă în ea și care o sfințește și o face reală”. Filozoful român credea că numai un om religios este un om capabil să-și dezvolte întreaga capacitate mentală și să o folosească. Gândirea lui Eliade se caracterizează prin opoziția dintre sacru și profan, prin accentul pus pe epocile arhaice, prin ontologia arhaică ascunsă în spatele tuturor fenomenelor religioase, prin considerarea omului arhaic ca model al omului religios și, în general, prin credința în existența unor arhetipuri de bază și eterne, manifestate sub formă de hierofanii, de simbolistică, de mituri și de ritualuri, prin care omul ia contact cu sacrul și cu manifestările istorico-comparative și fenomenologice ale sacrului în diferite tradiții religioase.
Istoricul și filozoful finlandez Juha Sihvola a afirmat că nu există nicio justificare pentru a susține că oamenii ar fi în mod natural religioși.